# IQuick
iQuick Valencia – hiszpański zespół wyścigowy, założony w 1999 przez Marco Rodrígueza. W historii startów ekipa pojawiała się w stawce Zachodnioeuropejskiego Pucharu Formuły Renault 2.0 oraz Europejskiego Pucharu Formuły Renault 2.0. Siedziba zespołu znajduje się w Walencji przy torze Circuit Ricardo Tormo.

## Starty

### Europejski Puchar Formuły Renault 2.0
| Rok  | Bolid          | Kierowcy             | Wyścigi | Wygrane | PP | NO | Pkt | M.K. | M.Z. |
| ---- | -------------- | -------------------- | ------- | ------- | -- | -- | --- | ---- | ---- |
| 2008 | Tatuus-Renault | Miguel Otegui        | 14      | 0       | 0  | 0  | 0   | 47   | NS   |
| 2008 | Tatuus-Renault | Himar Acosta         | 8       | 0       | 0  | 0  | 0   | 31   | NS   |
| 2008 | Tatuus-Renault | Johan Jokinen        | 4       | 0       | 0  | 0  | 0   | 39   | NS   |
| 2009 | Tatuus-Renault | Johan Jokinen        | 4       | 0       | 0  | 0  | 8   | 20   | 5    |
| 2009 | Tatuus-Renault | Marco Betti          | 4       | 0       | 0  | 0  | 0   | 37   | 5    |
| 2009 | Tatuus-Renault | Federico Scionti     | 2       | 0       | 0  | 0  | 7   | 21   | 5    |
| 2009 | Tatuus-Renault | Jordi Cunill         | 2       | 0       | 0  | 0  | 0   | NS†  | 5    |
| 2009 | Tatuus-Renault | Patrick Kronenberger | 10      | 0       | 0  | 0  | 15  | 14   | 5    |
| 2009 | Tatuus-Renault | Tristan Vautier      | 2       | 0       | 0  | 0  | 0   | NS†  | 5    |

† – Zawodnik nie był zaliczany do klasyfikacji.